# Lijst van rijksmonumenten in Rossum (Overijssel)
De plaats Rossum in de provincie Overijssel telt 12 inschrijvingen in het rijksmonumentenregister. Hieronder een overzicht.
| Object | Oorspronkelijke functie? | Bouwjaar                                                    | Architect        | Locatie              | Coördinaten?                  | Nr.?   | Afbeelding |
| --- | ------------------------ | ----------------------------------------------------------- | ---------------- | -------------------- | ----------------------------- | ------ | --- |
| Voltherbroek. Walburcht uit de karolingische tijd, gelegen ten noorden van het kanaal Almelo-Nordhorn                              | Omwalling                |                                                             |                  | Broekmatenweg bij 4  | 52° 23' 7" NB, 6° 55' 56" OL  | 38414  | Upload foto |
| Kanaal de "Hunebrug", tussen Almelo en de voormalige Pruisische grens aangelegd. Gemetselde bruggehoofden en een ijzeren bovenbouw | Brug                     | 1885-1889                                                   |                  | Kanaalweg N.Z. bij 1 | 52° 23' 5" NB, 6° 56' 16" OL  | 38420  | Kanaal de "Hunebrug", tussen Almelo en de voormalige Pruisische grens aangelegd. Gemetselde bruggehoofden en een ijzeren bovenbouw |
| Schuur | Boerderij                | eerste helft 19e eeuw                                       |                  | Bentersteeg 12       | 52° 20' 54" NB, 6° 54' 28" OL | 38421  | Meer afbeeldingen |
| Boerderijtje met vakwerk voorgevel en met vakwerk in de zijgevels                                                                  | Boerderij                |                                                             |                  | Boschweg 11          | 52° 20' 28" NB, 6° 55' 35" OL | 38422  | Meer afbeeldingen |
| Forse vakwerkboerderij met onderschoer en bovenkamer                                                                               | Boerderij                |                                                             |                  | Loosteresweg 1       | 52° 21' 34" NB, 6° 57' 2" OL  | 38425  | Meer afbeeldingen |
| Erve Scholten Linde | Boerderij                | 1638 (datering)                                             |                  | Scholten Lindeweg 2  | 52° 22' 16" NB, 6° 56' 20" OL | 38426  | Meer afbeeldingen |
| Everlo | Kasteel, buitenplaats    | 1704 (houten inrijpoort) eerste helft 18e eeuw (hekpijlers) |                  | Everlostraat 16      | 52° 21' 26" NB, 6° 57' 1" OL  | 38429  | Meer afbeeldingen |
| Terrein waarin aanleg en overblijfselen van een havezathe                                                                          | Archeologisch monument   | middeleeuwen                                                |                  | Everlostraat         | 52° 21' 28" NB, 6° 57' 5" OL  | 46007  | Upload foto |
| Boerderij, hallehuistype, met waterput                                                                                             | Boerderij                | 1850-1900                                                   |                  | Ootmarsumsedijk 29   | 52° 21' 31" NB, 6° 54' 11" OL | 508283 | Meer afbeeldingen |
| Vakwerkschuurde links van de boerderij staande vakwerkschuur                                                                       | Boerderij                | 1830                                                        |                  | Ootmarsumsedijk 29   | 52° 21' 31" NB, 6° 54' 11" OL | 509951 | Meer afbeeldingen |
| Verdiept gelegen aardappelkelder                                                                                                   | Boerderij                | 1830                                                        |                  | Ootmarsumsedijk 29   | 52° 21' 31" NB, 6° 54' 11" OL | 509952 | Meer afbeeldingen |
| Plechelmus | Kerk en kerkonderdeel    | 1939-1940                                                   | Clemens Hardeman | Thijplein 3          | 52° 21' 8" NB, 6° 55' 20" OL  | 511937 | Meer afbeeldingen |